# Winchcombe
Winchcombe és una població de Cotswolds dins el districte de Tewkesbury a Gloucestershire, Anglaterra. l'any 2011 tenia 4.538 habitants.

## Història

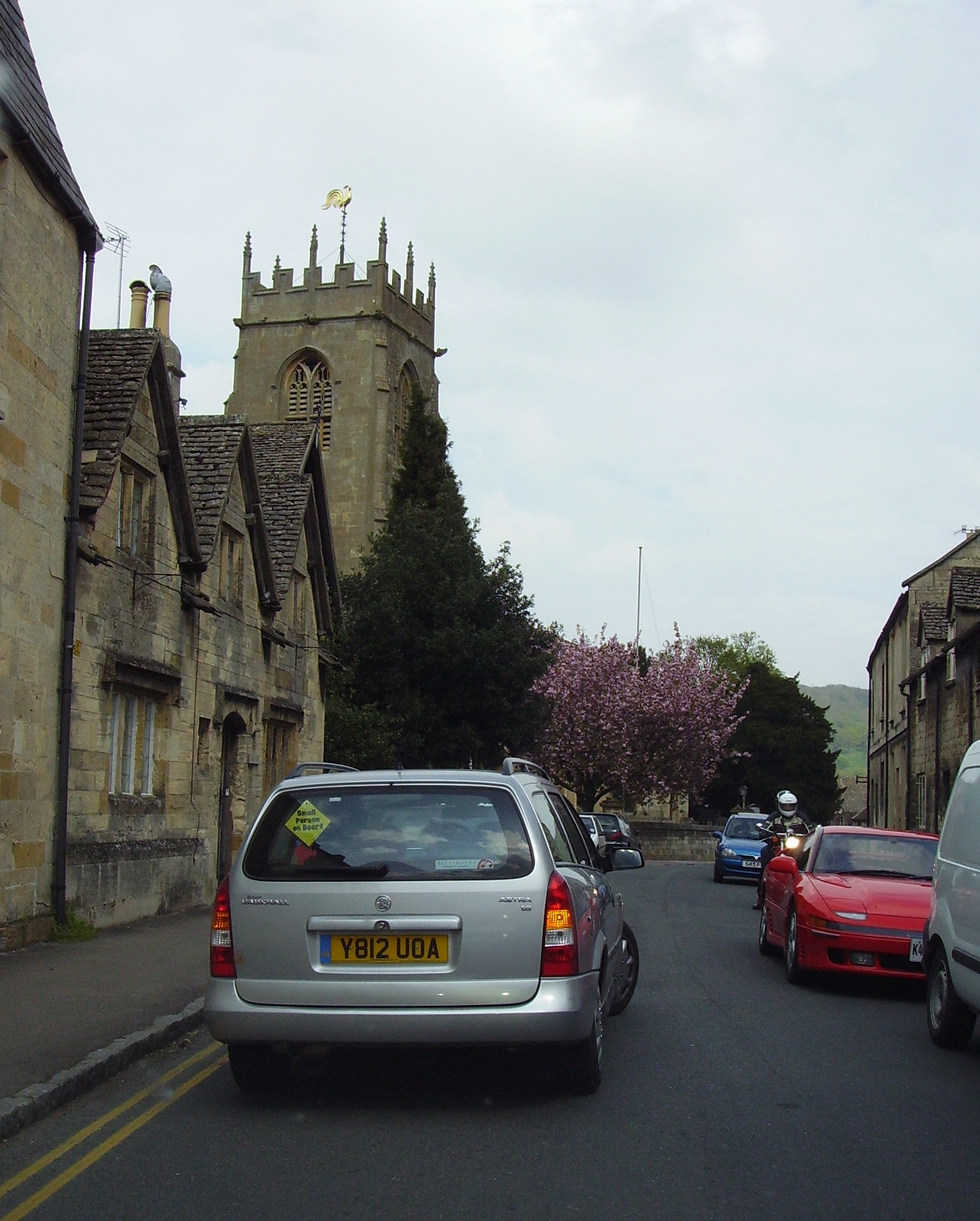
Part del carrer principal

El túmul allargat anomenat Belas Knap del Neolític va ser construït cap a l'any 3000 aC, dalt d'un turó sobre Winchcombe. Més tard, durant el període anglo-saxó, Winchcombe va ser una de les ciutats principals de Mèrcia afavorida per Coenwulf; Durant el segle IX o X fou capital del comtat efímer de Winchcombeshire.
Durant el període d'anarquia, the Anarchy, del segle xii, es va erigir un castell de mota i pati (motte-and-bailey castle) per a l'Emperadriu Matilda.
En el període de la Restauració (Restoration period), a Winchcombe en època de penúria, s'hi van conrear plantes de tabac, malgrat que era un conreu il·legal i que van ser enviats soldats per a destruir les plantes.
Entre els edificis notables es troben el Sudeley Castle i les runes de l'abadia Hailes Abbey, que era important centre antic de pelegrinatge.